# Beutenstetterhof
Der Beutenstetterhof ist ein Gemeindeteil von Wittislingen im schwäbischen Landkreis Dillingen an der Donau in Bayern. Die Einöde befindet sich eineinhalb Kilometer südwestlich von Wittislingen in einer Geländesenke.

## Geschichte
Der Beutenstetterhof war vermutlich eine von Wittislingen aus gegründete Rodungssiedlung, die ursprünglich Bitunstat genannt wurde. Er wurde bei der Gründung des Spitals in Dillingen im Jahre 1257 mit allen Rechten dem Spital übergeben. Die Jesuiten kauften 1643 den Hof, der heute in Privatbesitz ist.
Eine Kirche ist seit 1291 im Ort bezeugt. Die heutige katholische Kapelle St. Joachim wurde 1629 von Bischof Heinrich V. von Knöringen errichtet. Die Kapelle ist in die Liste der Baudenkmäler in Wittislingen eingetragen.

## Baudenkmäler
Siehe: Liste der Baudenkmäler in Beutenstetterhof